# Arquebisbat de Saint-Pierre et Fort-de-France
L'arquebisbat de Fort-de-France (francès: Archidiocèse de Saint-Pierre et Fort-de-France, llatí: Archidioecesis Arcis Gallicae) és una seu metropolitana de l'Església Catòlica a França. Al 2016 tenia 322.700 batejats sobre una població de 393.500 habitants. Actualment està regida per l'arquebisbe David Macaire, O.P.

## Territori
La diòcesi comprèn l'illa de Martinica.
La seu arxiepiscopal és la ciutat de Fort-de-France, on es troba la catedral de Sant Lluís. A Saint-Pierre es troba la cocatedral de Nostra Senyora Assumpta
El territori s'estén sobre 1.100 km², i està dividit en 47 parròquies.

## Història
Els jesuïtes van establir la primera missió per a l'evangelització de Martinica en 1640, liderada pels pares Bouton i Hempteau.
La prefectura apostòlica de les Illes i de Terraferma es va erigir el 1643. Incloïa tots els territoris francesos de les Antilles i de la Guaiana Francesa.
El 1654, els pares Ceubergeon i Gueimu van ser assassinats per la població local en rebel·lia.
Al desembre de 1731 va cedir una part del territori per tal d'erigir la prefectura apostòlica de la Guaiana Francesa (avui diòcesi de Caiena).
El 27 de setembre de 1850, sota la butlla Cum omnia del papa Pius IX, la prefectura apostòlica es va elevar a la diòcesi, sufragània de l'arxidiòcesi de Bordeus i va assumir el nom de diòcesi de Martinica. Al mateix temps va cedir una part del territori a l'avantatge de la construcció de la diòcesi de Guadalupe i Basse-Terre (avui diòcesi de Basse-Terre).
A partir del mateix any, la seu episcopal va ser traslladada a Saint-Pierre, però després de la catastròfica erupció volcànica de 1902 va tornar a Fort-de-França. Des de l'establiment, la diòcesi ha unit el títol de Saint-Pierre (Sancti Petri).
El 26 de setembre de 1967, la diòcesi va ser elevada al rang d' arxidiòcesi metropolitana amb la butlla QuodChristus del Papa Pau VI.

## Cronologiaepiscopal
- Etienne Jean François Le Herpeur † (3 d'octubre de 1850 - 13 d'abril de 1858 mort)
- Louis-Martin Porchez † (24 de juny de 1858 - 11 de juny de 1860 mort)
- Amand-Joseph Fava † (25 de gener de 1871 - 3 d'agost de 1875 nomenat bisbe de Grenoble)
- Julien-François-Pierre Carmené † (24 d'agost de 1875 - 30 d'agost de 1897 renuncià)
- Étienne-Joseph-Frédéric Tanoux † (5 de febrer de 1898 - 22 de novembre de 1899 mort)
- Maurice-Charles-Alfred de Cormont † (7 de desembre de 1899 - 27 de novembre de 1911 nomenat bisbe d'Aire)
- Joseph Félix François Malleret, C.S.Sp. † (3 de febrer de 1912 - 25 de juny de 1914 mort)
- Paul-Louis-Joseph Lequien † (15 de març de 1915 - 5 de gener de 1941 mort)
- Henri-Marie-François Varin de la Brunelière, C.S.Sp. † (24 d'octubre de 1941 - 4 de juliol de 1972 jubilat)
- Maurice Rigobert Marie-Sainte † (4 de juliol de 1972 - 8 de gener de 2004 jubilat)
- Gilbert Marie Michel Méranville (14 de novembre de 2003 - 7 de març de 2015 jubilat)
- David Macaire, O.P., des del 7 de març de 2015

## Estadístiques
A finals del 2016, la diòcesi tenia 322.700 batejats sobre una població de 393.500 persones, equivalent al 82,0% del total.
| any  | població | població | població | sacerdots | sacerdots       | sacerdots       | sacerdots             | diaques | religiosos | religiosos | parròquies |
| ---- | -------- | -------- | -------- | --------- | --------------- | --------------- | --------------------- | ------- | ---------- | ---------- | ---------- |
| any  | batejats | total    | %        | total     | clergat secular | clergat regular | batejats por sacerdot | diaques | homes      | dones      |            |
| 1948 | 258.000  | 261.595  | 98,6     | 93        | 43              | 50              | 2.774                 |         | 55         | 160        | 41         |
| 1966 | 320.000  | 330.000  | 97,0     | 122       | 59              | 63              | 2.622                 |         | 86         | 247        | 46         |
| 1970 | 300.000  | 320.000  | 93,8     | 131       | 66              | 65              | 2.290                 |         | 86         | 249        | 46         |
| 1976 | 290.000  | 324.832  | 89,3     | 100       | 46              | 54              | 2.900                 |         | 71         | 220        | 47         |
| 1980 | 290.000  | 320.000  | 90,6     | 97        | 45              | 52              | 2.989                 |         | 66         | 210        | 47         |
| 1990 | 300.000  | 339.000  | 88,5     | 72        | 38              | 34              | 4.166                 |         | 43         | 213        | 47         |
| 1999 | 280.000  | 359.800  | 77,8     | 65        | 38              | 27              | 4.307                 |         | 37         | 217        | 47         |
| 2000 | 297.515  | 381.427  | 78,0     | 68        | 44              | 24              | 4.375                 |         | 35         | 224        | 47         |
| 2001 | 297.515  | 381.427  | 78,0     | 63        | 38              | 25              | 4.722                 |         | 36         | 229        | 47         |
| 2002 | 297.515  | 381.427  | 78,0     | 60        | 34              | 26              | 4.958                 |         | 37         | 218        | 45         |
| 2003 | 297.515  | 381.427  | 78,0     | 62        | 35              | 27              | 4.798                 |         | 38         | 183        | 47         |
| 2004 | 297.515  | 381.427  | 78,0     | 62        | 35              | 27              | 4.798                 |         | 37         | 178        | 47         |
| 2006 | 312.000  | 390.000  | 80,0     | 58        | 35              | 23              | 5.379                 | 3       | 33         | 171        | 47         |
| 2013 | 312.296  | 390.371  | 80,0     | 54        | 44              | 10              | 5.783                 | 12      | 19         | 142        | 47         |
| 2016 | 322.700  | 393.500  | 82,0     | 50        | 38              | 12              | 6.454                 | 12      | 32         | 146        | 47         |